# Cementerio judío de Battonnstrasse

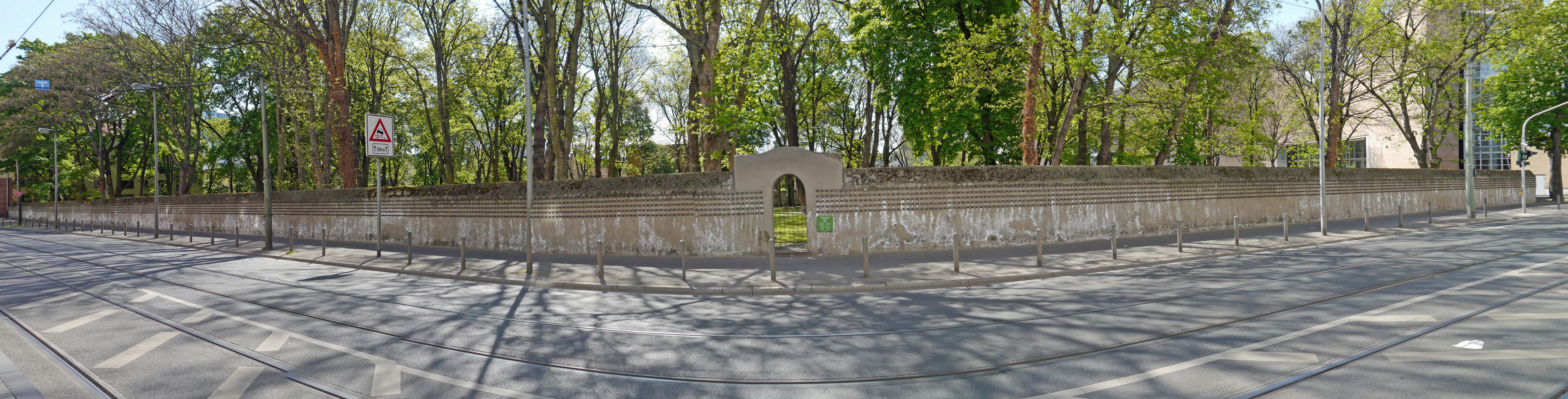
Vista del lado norte de Battonnstrasse (curvatura aparente debido a la foto panorámica) con acceso anterior

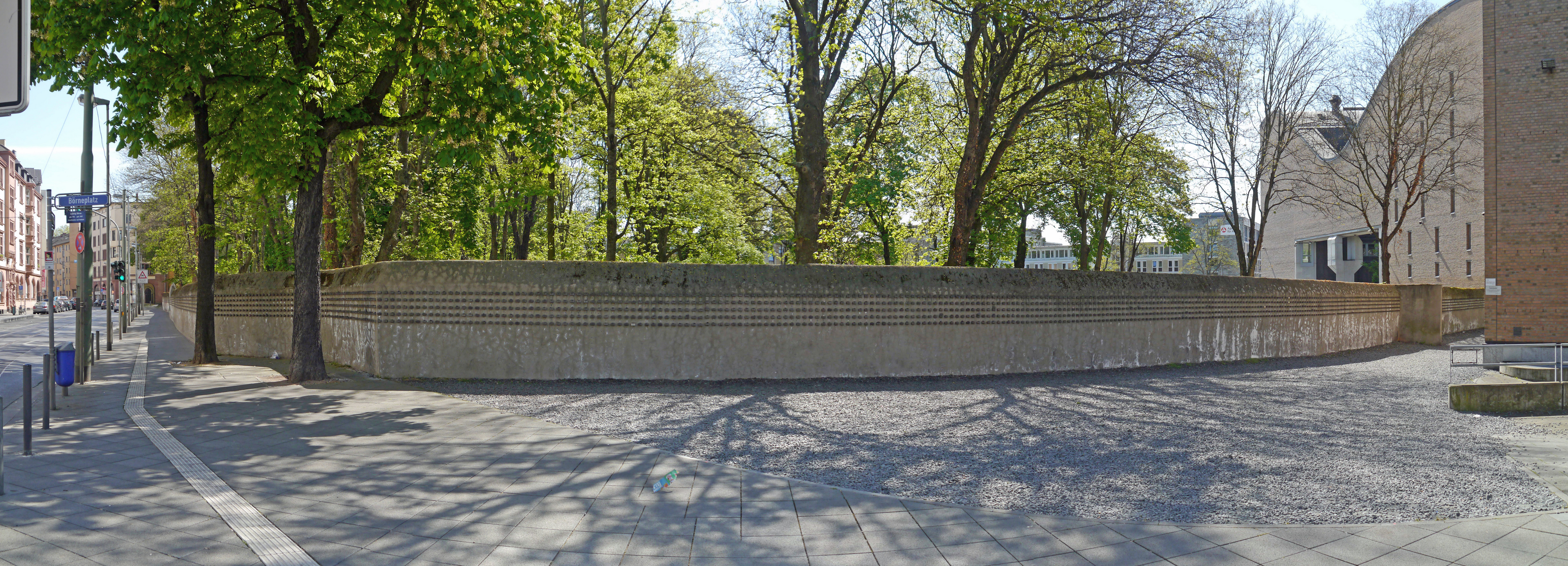
Vista de la zona noroeste de Battonnstrasse (imagen panorámica, vista izquierda hacia el este, vista derecha hacia el sur), a la derecha el nuevo edificio construido a finales de los años 80 en el lado oeste

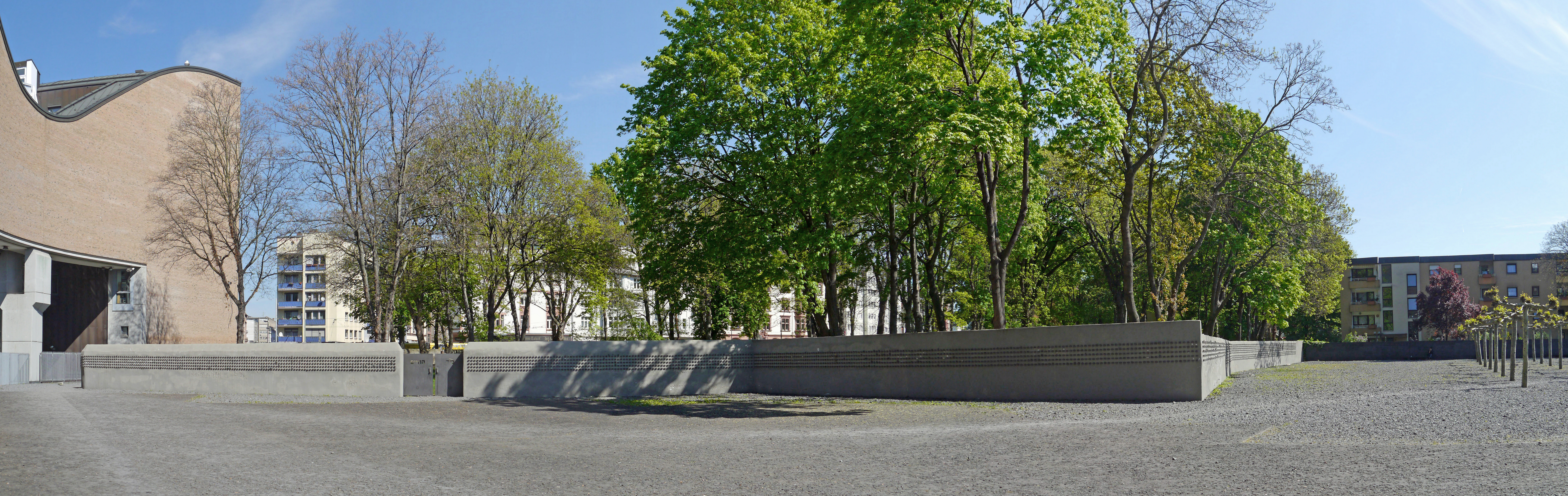
Vista del área suroeste con portón de entrada (imagen panorámica, vista izquierda hacia el norte, vista derecha hacia el este)

El cementerio judío de Battonnstraße (también: cementerio judío de Börneplatz) en Fráncfort del Meno se mencionó por primera vez en documentos en 1180 y se utilizó hasta 1828. Se considera el segundo cementerio judío más antiguo que se conserva al norte de los Alpes, siendo el más antiguo el Cementerio judío de Worms.  La lápida más antigua que se conserva data del año 1272. Todos los reglamentos individuales fueron resumidos por primera vez en 1424 en la Juden stedikeit y desde entonces leídos anualmente en la sinagoga. Hasta el siglo XVI el cementerio tuvo importancia nacional porque también sirvió como lugar de enterramiento para las comunidades judías de la zona comprendida entre Aschaffenburg, en la Baja Franconia, y Wetzlar, en el centro de Hesse. A pesar de las repetidas profanaciones y destrucciones, se ha conservado parcialmente en su forma original hasta el día de hoy.

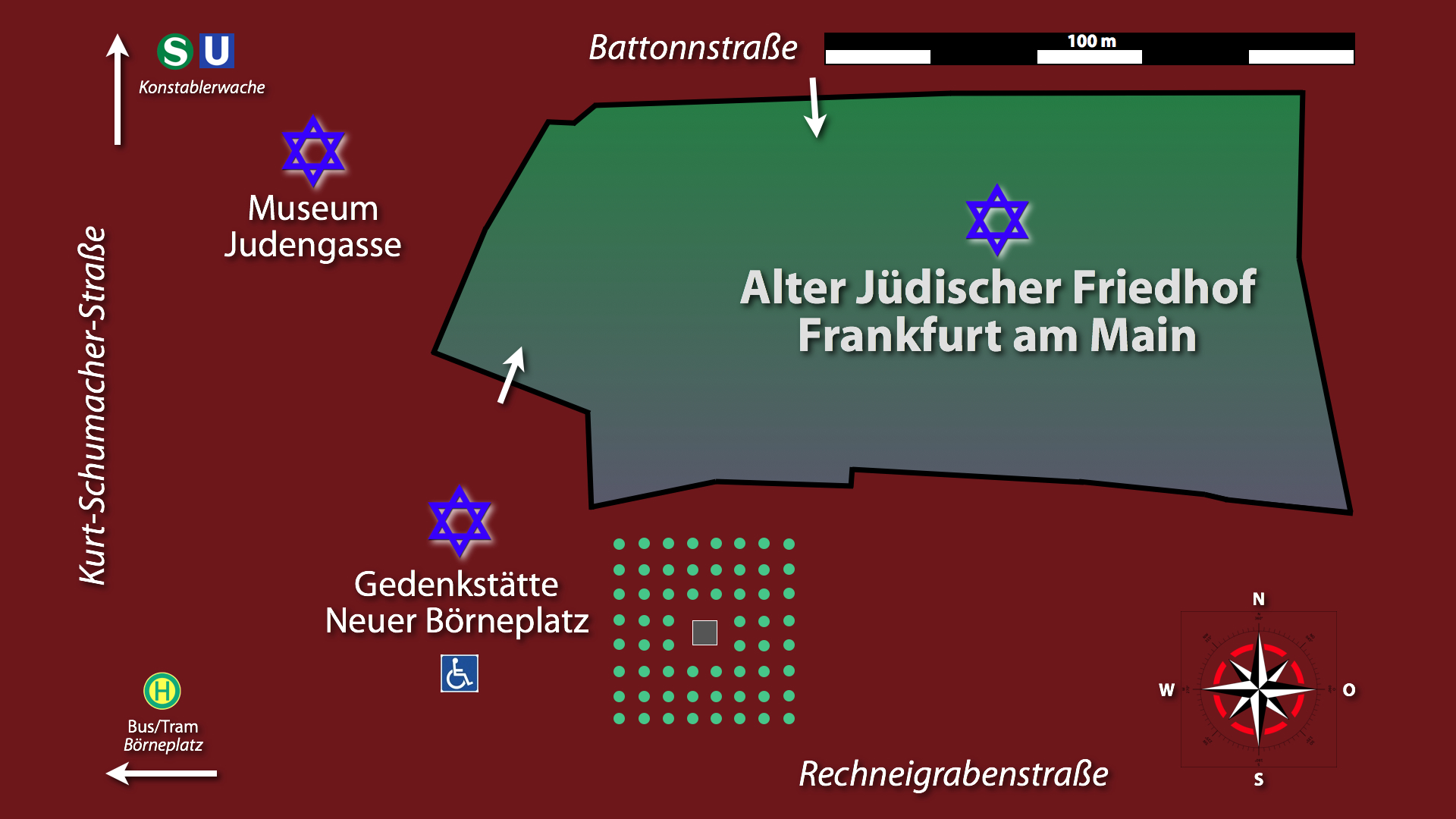
Memorial Neuer Börneplatz, croquis de ubicación

El cementerio medieval se encuentra ahora en la plaza entre Battonnstrasse al norte, Rechneigrabenstrasse al sur, Kurt-Schumacher-Strasse al oeste y Lange Strasse al este. Justo al lado se encuentra el Museo Judengasse en Battonnstrasse 47 y la Neue Börneplatz al sur.
Al oeste del cementerio se construyó a finales de la década de 1980 un gran edificio administrativo, que también alberga el Museo Judengasse. El lugar entre el cementerio y el edificio se llama ahora Börneplatz.  Esta solía ser una sección del callejón Hinter der Judenmauer.
Cerca del cementerio se creó la Frankfurter Judengasse, el gueto judío que existió desde 1462 hasta 1796. En su extremo sur, la Judengasse desembocaba en el Judenmarkt (mercado judío). Desde esta plaza se podía llegar en pocos pasos a la puerta suroeste del muro del cementerio,  ya que la zona amurallada con una extensión occidental casi llegaba al mercado judío. Especialmente en esta zona del suroeste, el trazado del muro del cementerio ha cambiado debido a las obras de construcción, aunque por lo demás se ha mantenido prácticamente sin cambios a lo largo de los siglos.

## Acceso

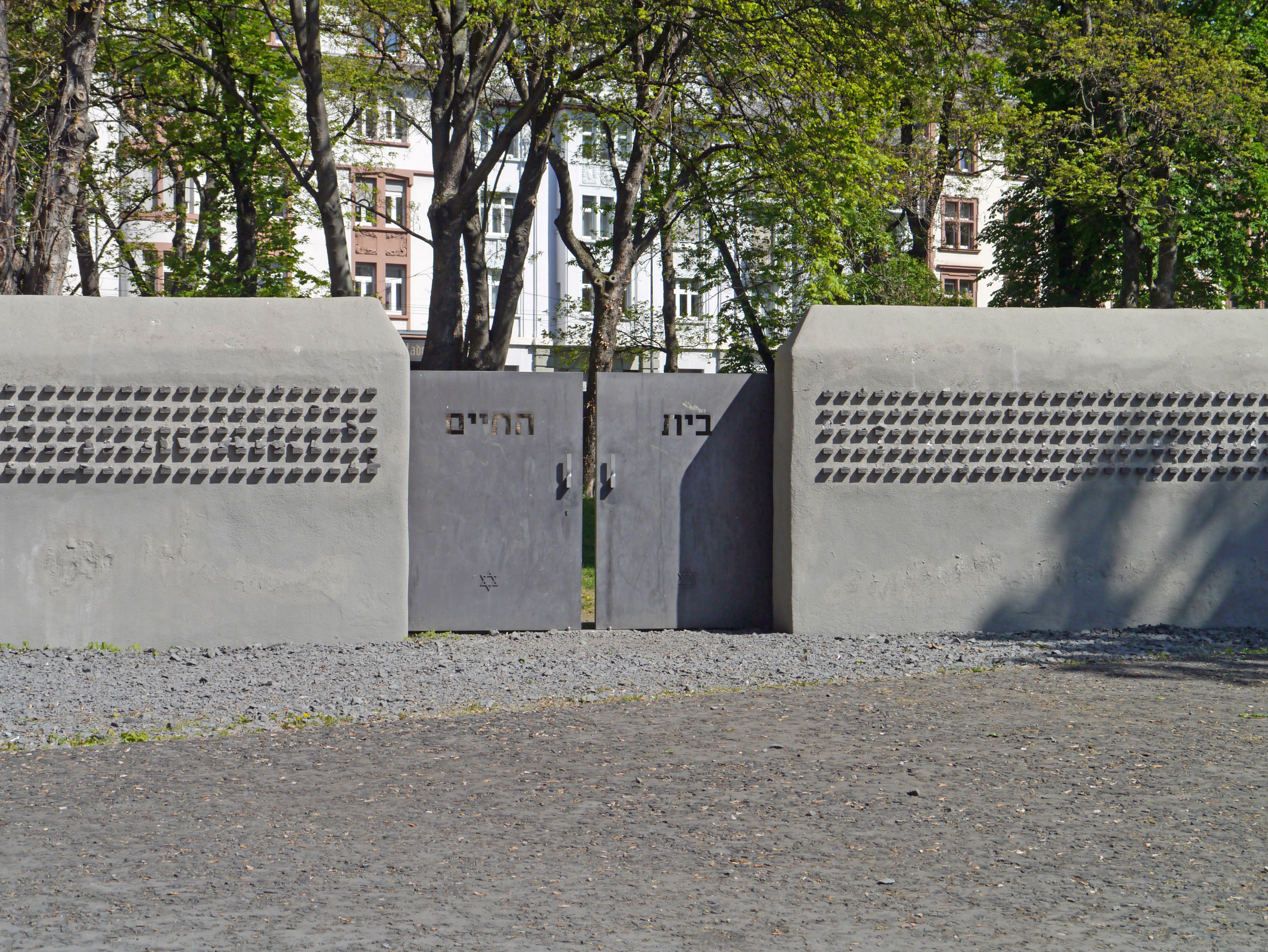
Puerta del cementerio con la inscripción Beth HaChaim (“Casa de la Vida”)

Desde que se construyó la Nueva Börneplatz a mediados de los años 90, el acceso se realiza nuevamente por la zona suroeste del cementerio. En esta entrada hay dos puertas de metal sobre las cuales se encuentra la inscripción Beth HaChaim (“Casa de la Vida”).
Históricamente siempre hubo una entrada en la zona suroeste, hasta que en 1881/82 se construyó la sinagoga de Börneplatz. En aquel momento, el acceso se trasladó al norte, a la Schnurgasse (hoy Battonnstrasse). La puerta norte de la Battonnstrasse está cerrada con una sencilla puerta metálica con barrotes verticales, para que los transeúntes puedan echar un vistazo al cementerio. 

## Historia
El cementerio judío de Battonnstraße se considera uno de los testimonios más antiguos de la vida judía en la ciudad de Fráncfort del Meno. Inicialmente estaba ubicado fuera de la ciudad, al este del Staufenmauer, la fortificación románica de la ciudad, que se estaba construyendo por esa época. Desde mediados del siglo XIV el cementerio fue rodeado por nuevas fortificaciones de la ciudad. 

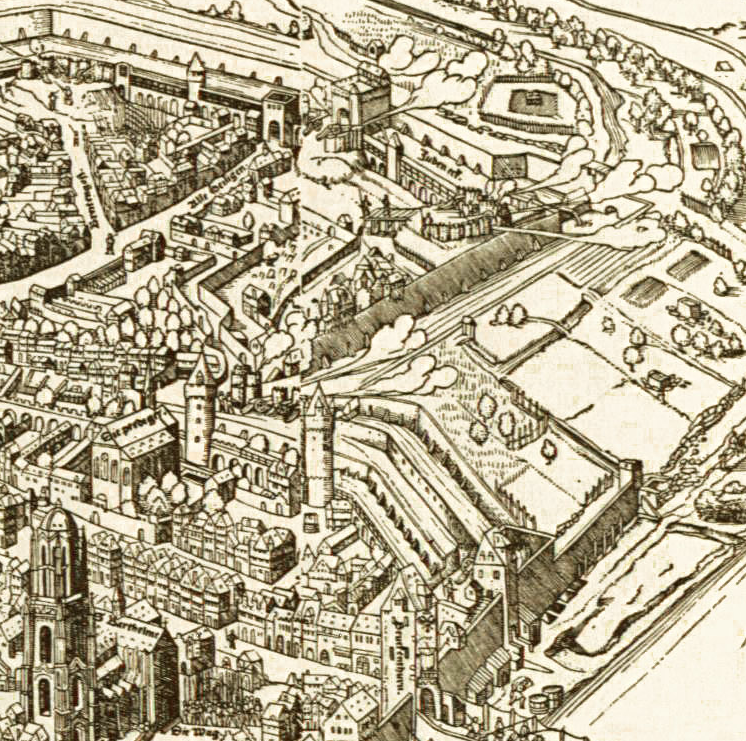
1552: El cementerio está rodeado por un muro, con una puerta en la esquina suroeste y una puerta en el lado este. La catedral abajo a la izquierda.

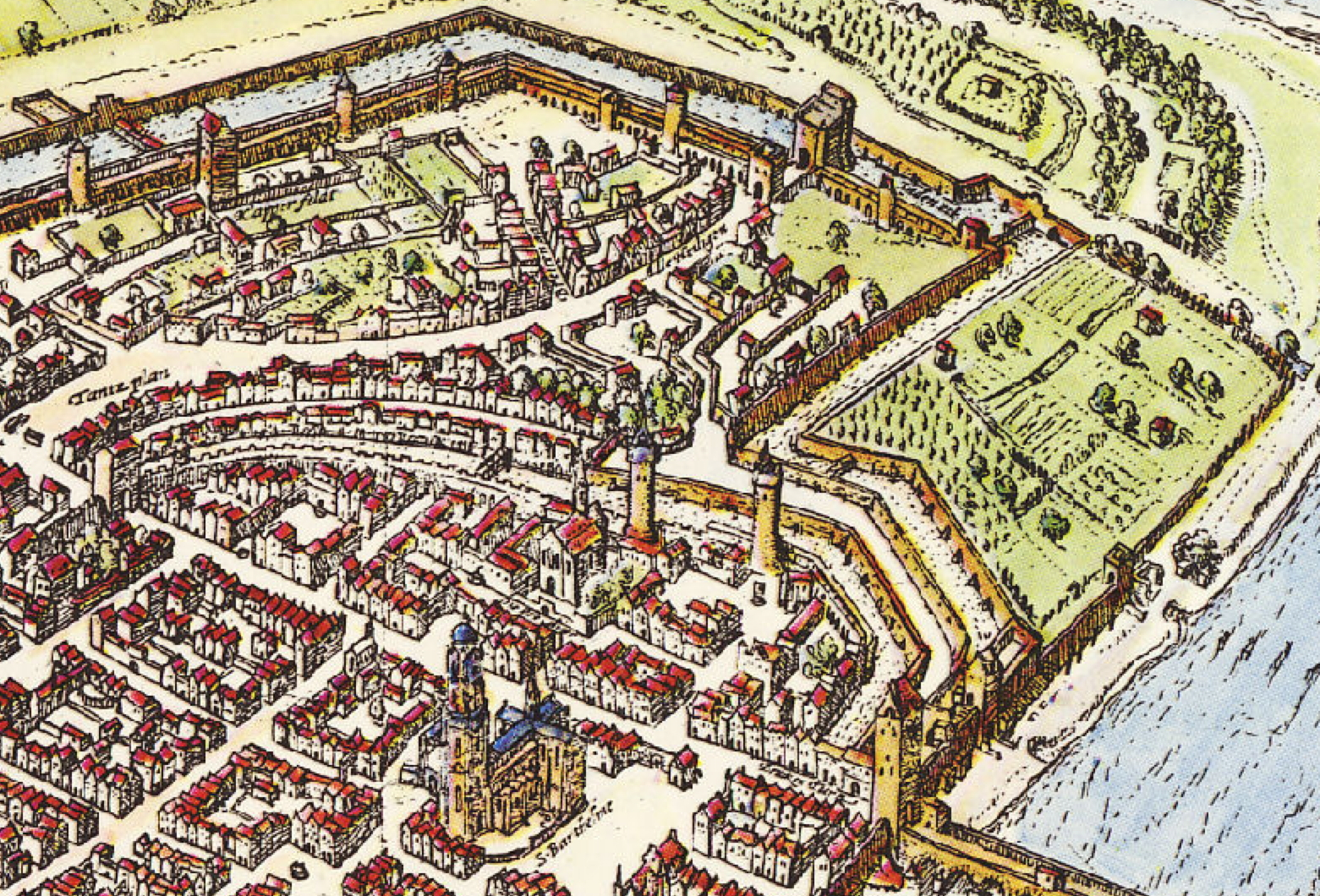
1572: a la izquierda, la Judengasse arqueada que desemboca en el Judenmarkt (plaza en el centro de la imagen). Desde allí se accede a la puerta suroeste del cementerio. A la derecha está Fischerfeld (la zona verde aproximadamente rectangular) y el Meno.

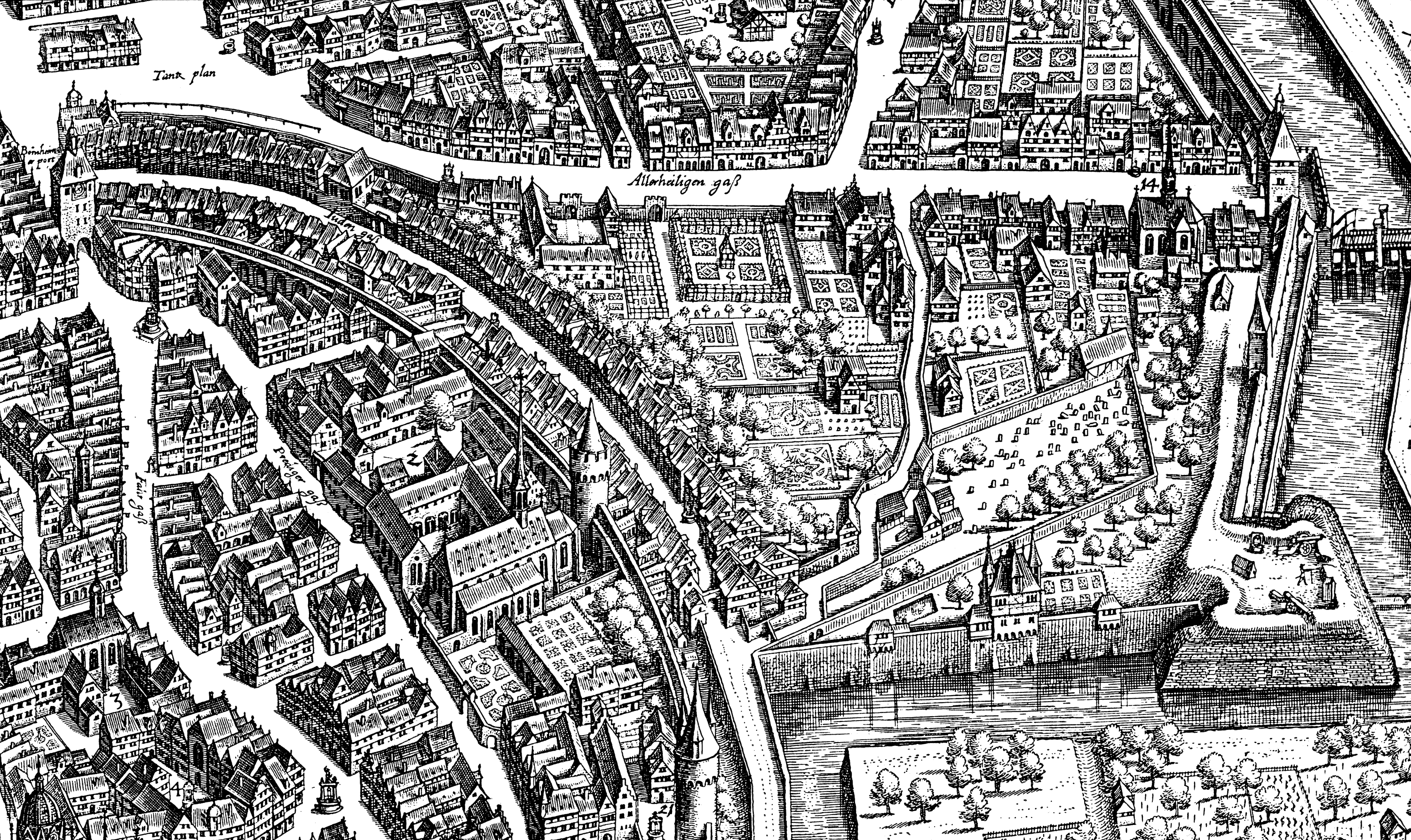
Merian 1628: El cementerio (con lápidas y árboles) se encuentra cerca de la esquina sureste de las fortificaciones de la ciudad con un foso y el bastión "Judeneck". El llamativo saliente suroeste del muro del cementerio se extiende casi hasta las casas de la Judengasse.

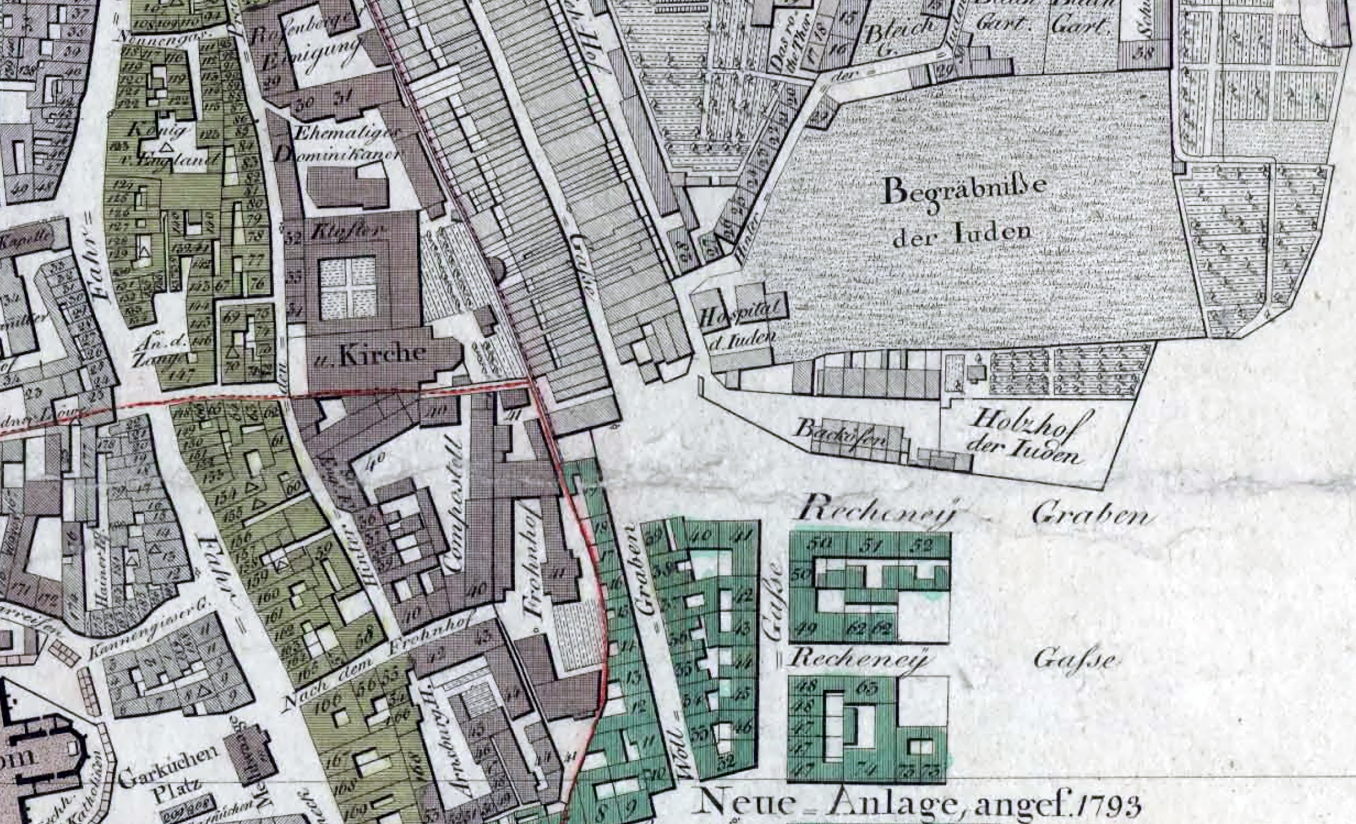
1811:Eln “Hospital de los Judíos” en la esquina suroeste del cementerio. Al sur “Hornos” y el “Leñero Judío”. Más al sur, el Fischerfeld, que fue drenado en 1793.

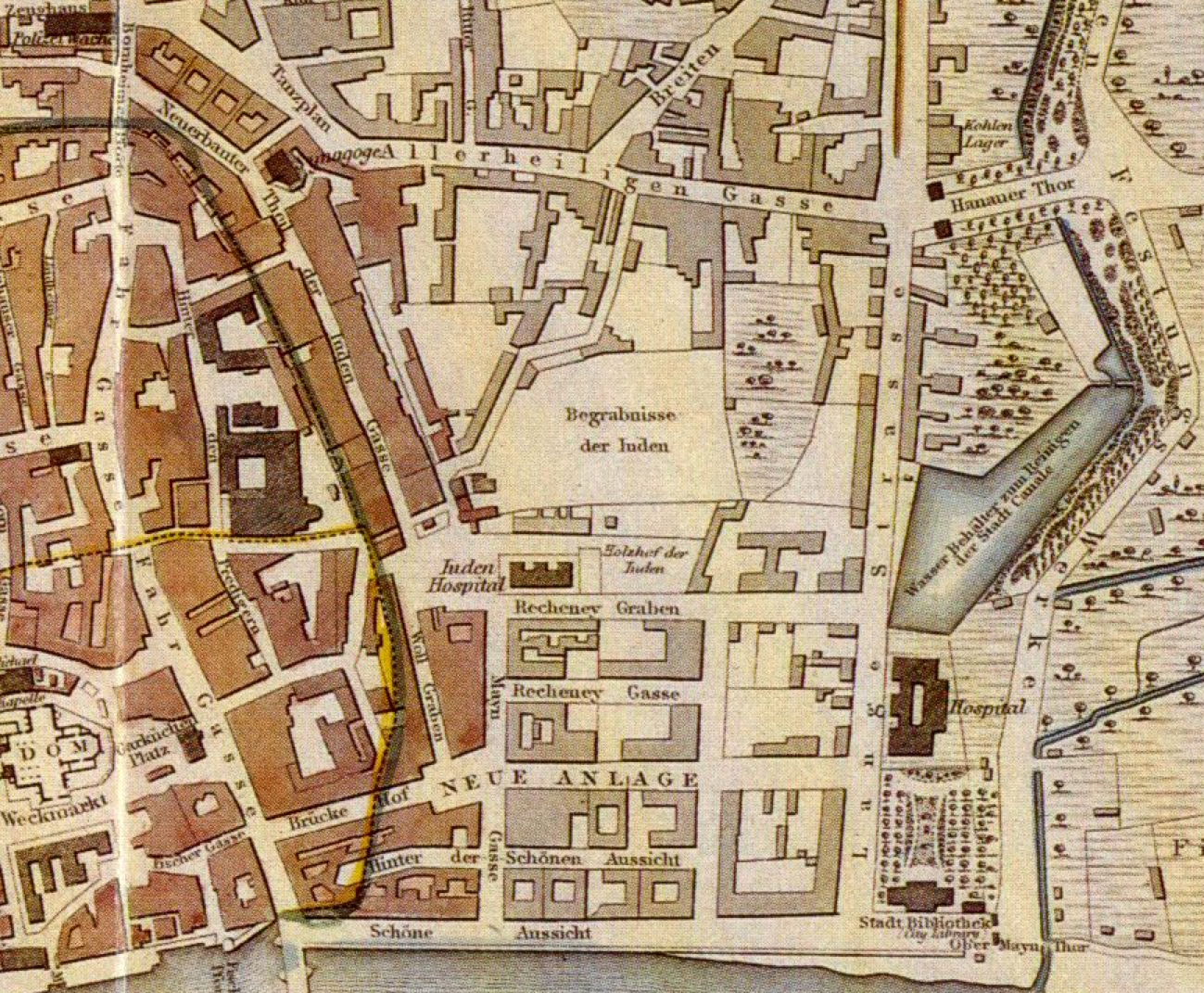
Alrededor de 1840: Al sur hay otro “hospital judío”: el hospital de la Israelitische Krankenkassen en la Rechneigrabenstrasse.

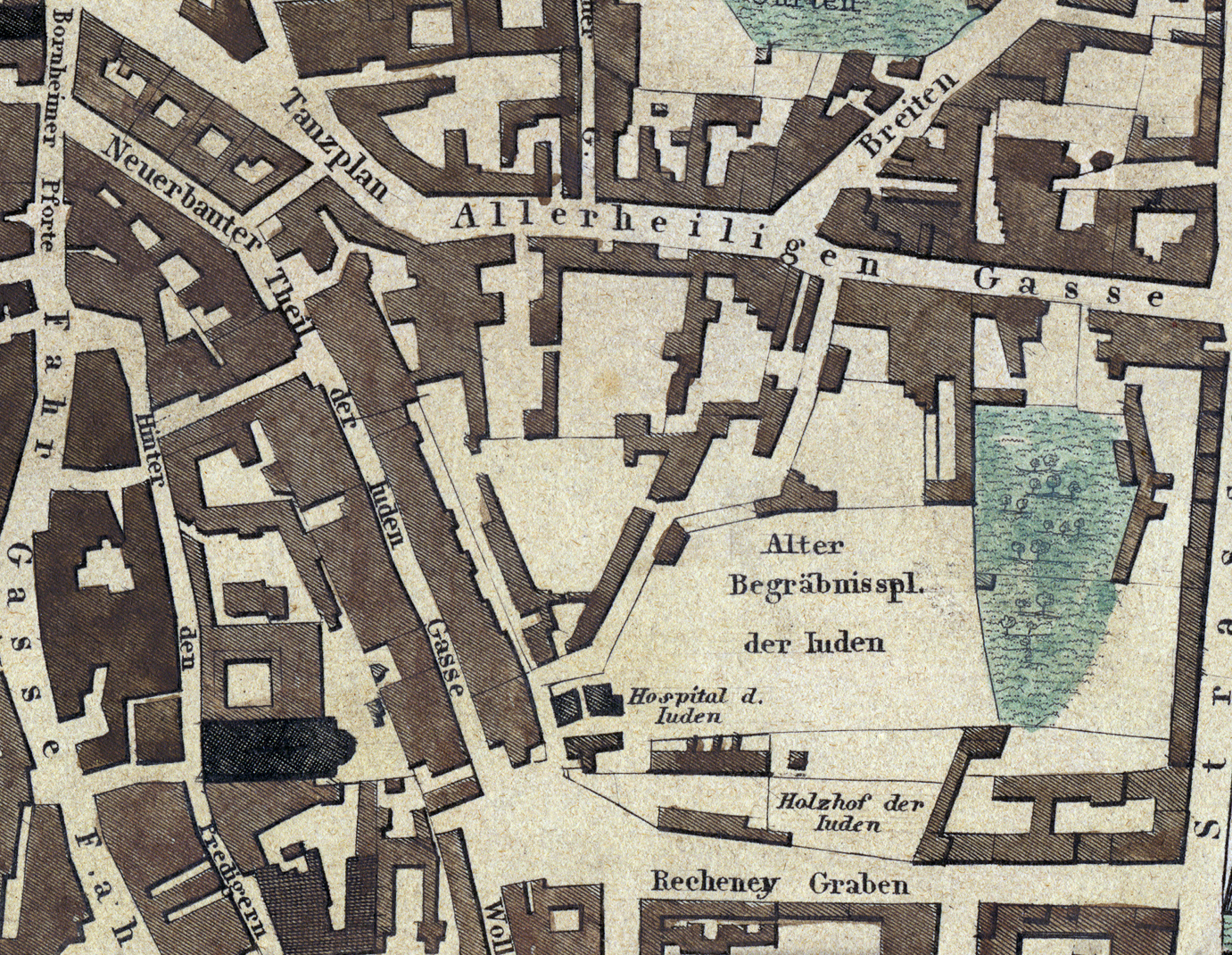
1845: El cementerio, cerrado desde 1828, recibe el nombre de “Antiguo cementerio de los judíos”.

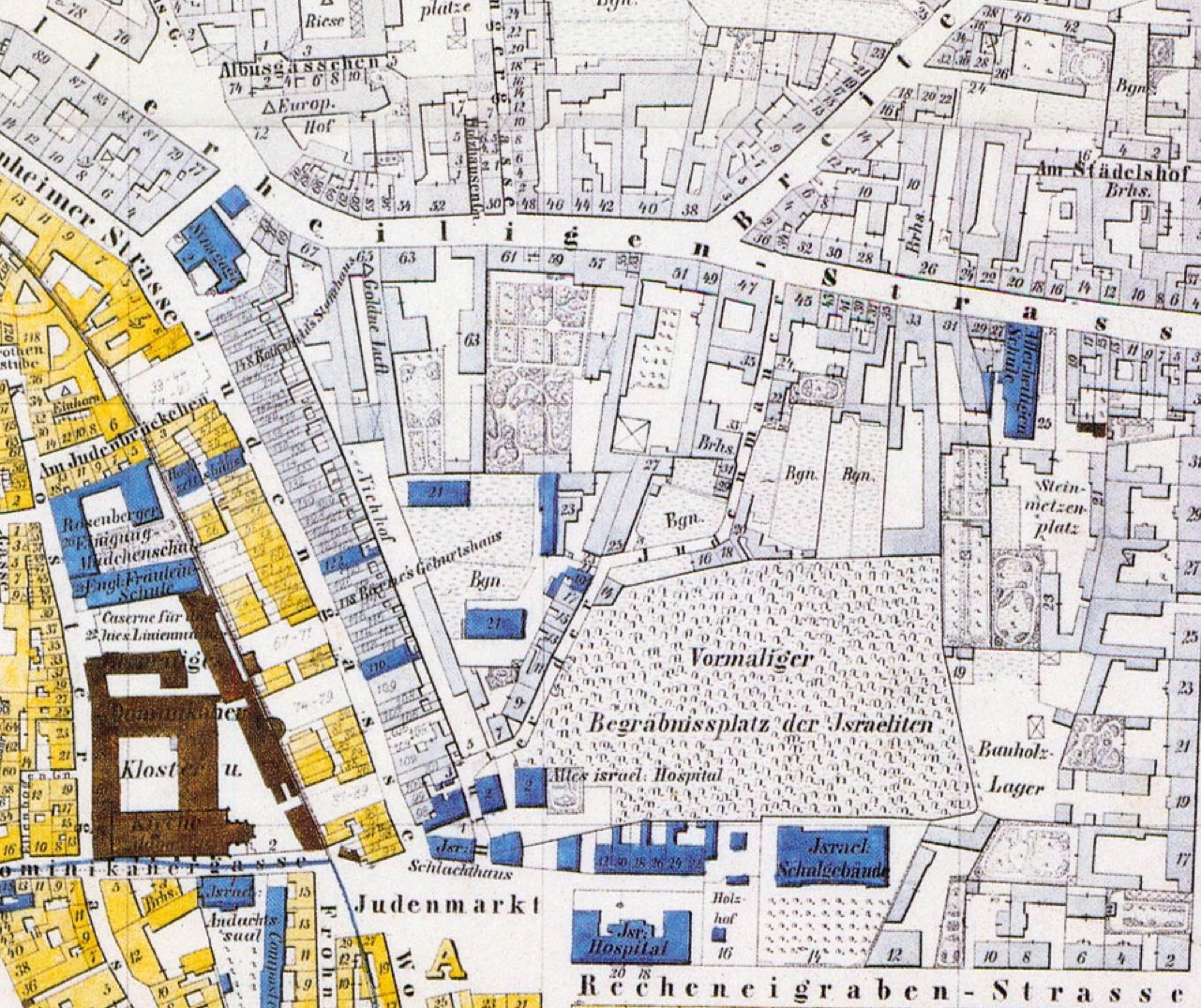
1852: Se construye la nueva escuela israelita al sur del cementerio.

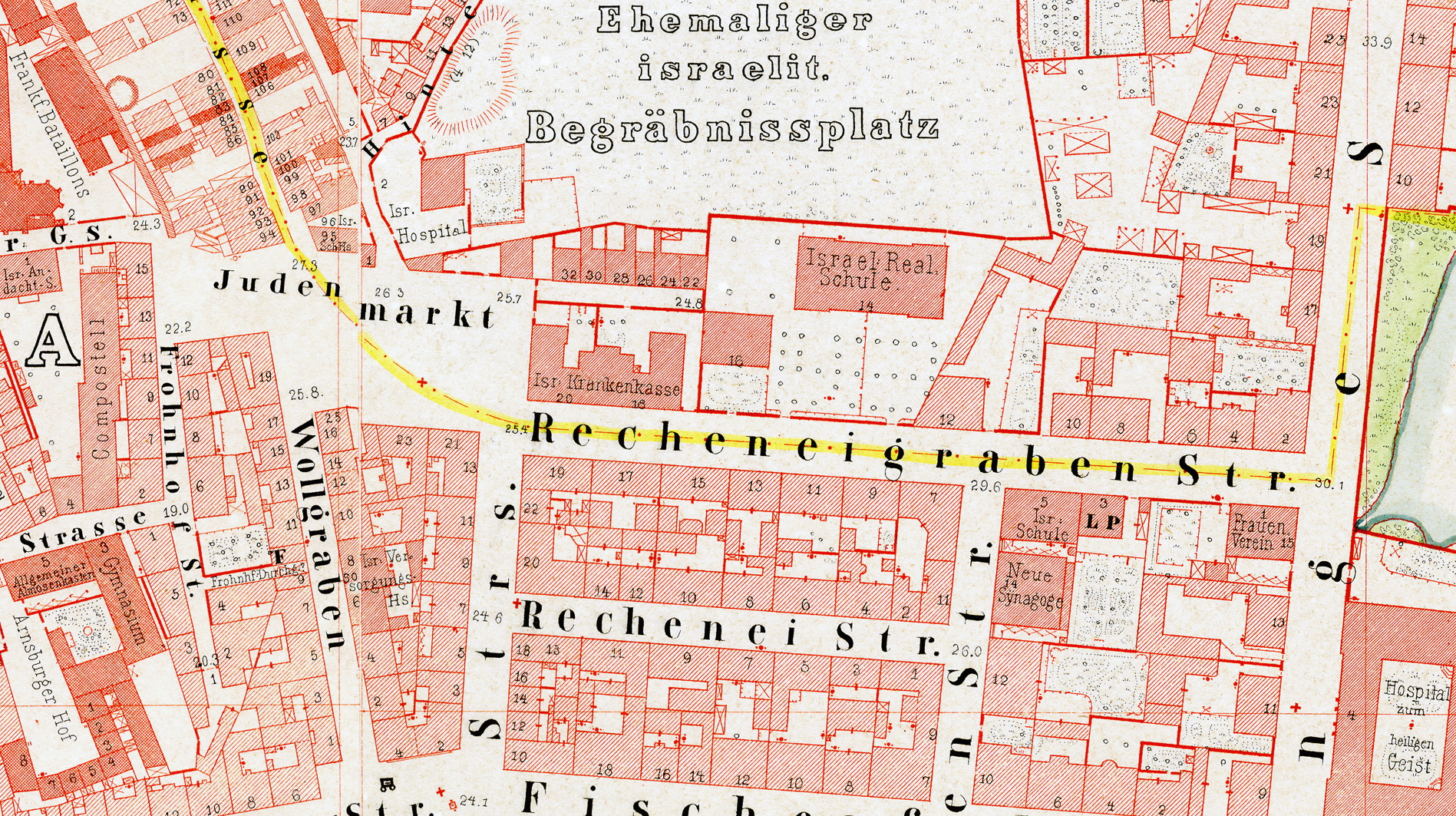
1862: Amplia urbanización en el antiguo Fischerfeld, en el sur.

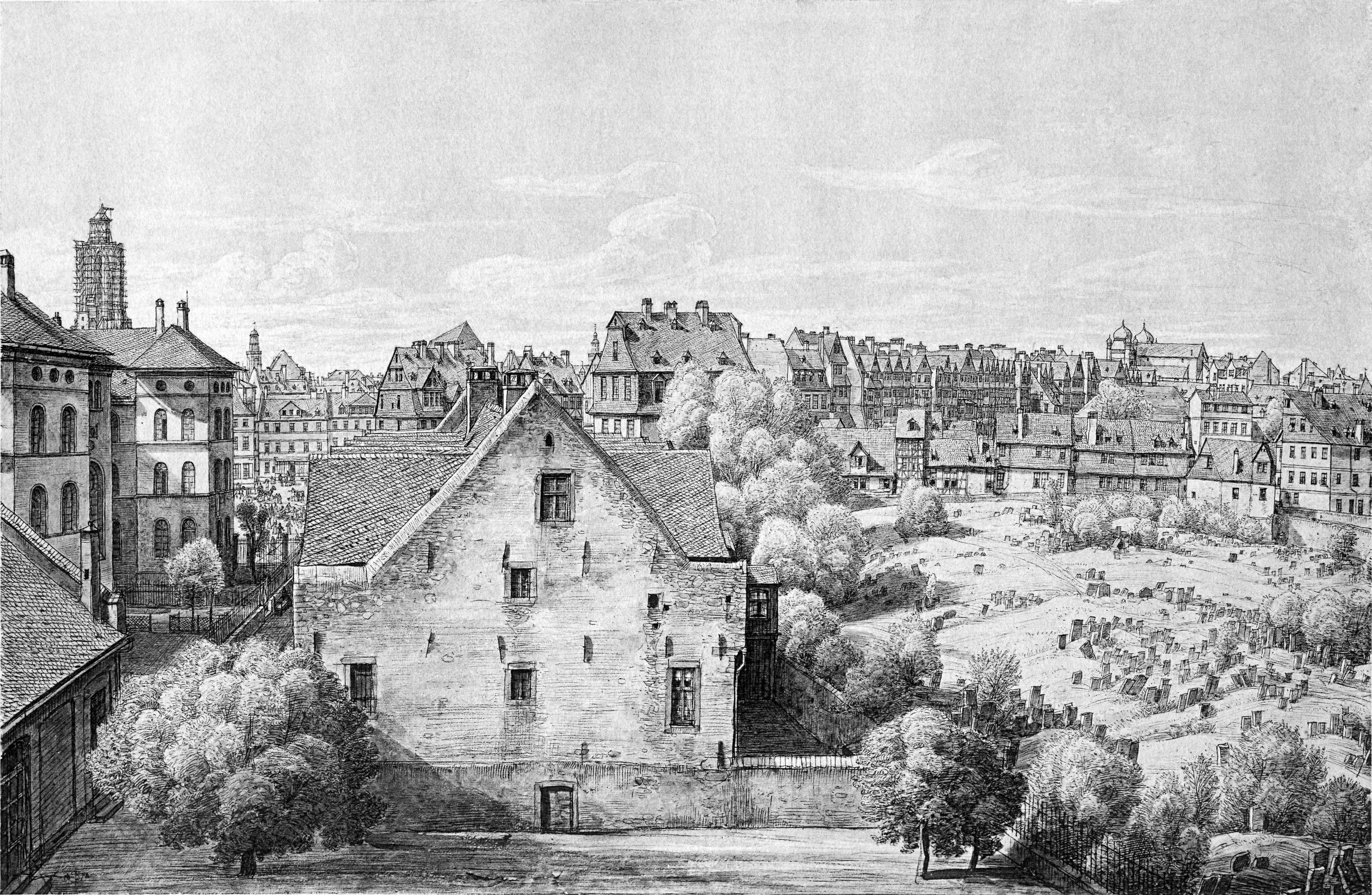
1872 (vista hacia el oeste): el cementerio a la derecha. En el borde izquierdo de la imagen se encuentra el Hospital de Seguro Médico Israelita.

### Alta Edad Media
El primer asentamiento judío en Fráncfort del Meno se remonta aproximadamente al año 1150. Hasta que se construyó el cementerio judío, fueron enterrados en Garküchenplatz, que estaba directamente conectado al este de la colegiata de San Bartolomé. Durante la reconstrucción de Fráncfort después de 1945, se encontraron allí grandes cantidades de sus restos y se volvieron a enterrar justo al lado del grupo de crucifixiones en el cementerio de la actual catedral Imperial, al este.
El cementerio fue mencionado por primera vez en documentos del año 1180. Fue creado debido a las estrechas condiciones del centro de la ciudad en ese momento. Fue construido en la orilla norte del Braubach, un afluente sedimentado del Main, cuyo curso más tarde correspondió aproximadamente a un tramo del foso irrigado de la ciudad.
Los judíos que vivían al sur de la Iglesia de San Bartolomé podían llegar a las tumbas del cementerio judío a través de la puerta Bornheim del Staufenmauer, al noreste.
En 1241, muchos judíos de Fráncfort fueron asesinados durante un pogromo conocido como la "Batalla Judía de Fráncfort" y encontraron su lugar de descanso final en el cementerio. 

### Baja Edad Media
A partir de 1333, el cementerio judío estuvo rodeado por la nueva muralla alrededor de la llamada Neustadt, que fue construida con el permiso del emperador Luis IV de Baviera. Desde entonces, se encuentra dentro del área de la ciudad y relativamente cerca de ella. el centro de la ciudad, el actual casco antiguo. Posteriormente, el camino desde el centro antiguo de la ciudad hasta el cementerio judío se vio acortado por varios avances en el lado oeste de la antigua muralla de Staufen.
Durante la peste, que comenzó en 1348 y provocó el asesinato de todos los judíos en Fráncfort durante la llamada zweite Judenschlacht (segunda batalla judía), se desarrollaron más pogromos contra judíos. El pogromo del 24 de julio de 1349 culminó con que todas las propiedades judías fueron confiscadas y traspasadas a la ciudad, incluido el cementerio. Los restos de estos judíos no fueron enterrados en el cementerio porque ya no había una comunidad judía que los cuidara. A partir de 1360, los judíos volvieron a establecerse con vacilación en Fráncfort, siendo su propiedad más grande el cementerio que les había sido devuelto y que en ese momento lindaba con el jardín de custodia del Bartholomäusstift.
El muro del cementerio judío fue incluido varias veces en las medidas de defensa de la ciudad debido a su ubicación estratégica en el extremo sureste de la ciudad. Cuando Fráncfort se puso del lado del candidato Günther von Schwarzburg en las elecciones reales de 1349 y, por lo tanto, enfrentó un ataque del anti-rey Carlos IV, se instalaron once ventanales con troneras como puestos de guardia alrededor del casco antiguo y el cementerio judío. El cementerio judío también fue preparado para medidas defensivas durante la Guerra Urbana (1387-1389).
A partir de 1462, la ciudad ordenó a los judíos de Fráncfort que abandonaran el área alrededor de la colegiata de San Bartolomé, que poblaban principalmente, y se establecieran en la Judengasse (siguiendo el curso del antiguo Wollgraben frente al muro de los Staufen). La Judengasse discurría fuera del Staufenmauer y aproximadamente paralela a su parte noreste en Neustadt, en un arco aproximado entre Bornheimer Pforte y Mönchsturm, y así corría hacia el cementerio judío (ver vista de la ciudad de Georg Braun y Frans Hogenberg 1572). 

### Edad Moderna temprana
La entrada al lugar de enterramiento judío se encontraba en el extremo suroeste del terreno del cementerio, en un callejón que iba desde aquí hacia el norte hasta Aller Heiligengasse (ver plano a vista de pájaro de Matthäus Merian 1628). El cementerio era inaccesible por el norte, este y sur y estaba rodeado de edificios y jardines. Sin embargo, al menos temporalmente, parece haber habido una puerta en el muro oriental del cementerio, posiblemente en el contexto de medidas defensivas. Justo al lado de esta puerta había un pequeño edificio, posiblemente un ventanal con troneras a modo de puesto de guardia. Al menos esto es lo que implica el plan de asedio de la ciudad de Fráncfort del Meno de Conrad Faber von Creuznach de 1552.
Desde el siglo XVI, en una zona suroeste de la zona del cementerio llamada Völckerscher Bleichgarten, se ubicaron varios hospitales judíos: primero un Blatternhaus,</nowiki></ref></ref> desde alrededor de 1600 también un hospital para judíos locales, y desde alrededor de 1713 también un hospital para judíos extranjeros (" Hospital Extranjero”). Algunas de estas instalaciones se fusionaron estructuralmente en el cementerio, pero también se construyeron allí nuevos edificios, como por ejemplo una hilera de seis casas construidas juntas para el hospital turístico en 1718. En 1796 se construyó un nuevo edificio más grande para el hospital de extranjeros justo delante de la entrada al cementerio (más tarde: "Hospital israelí", llamado "Hospital de los judíos" en el mapa de la ciudad de 1811).   El acceso al cementerio ahora era posible a través de la propiedad del hospital.
Durante el drenaje de Fischerfeld, el área conocida como el Nuevo Complejo al sur del cementerio judío hasta Main, a partir de 1793 y la demolición de las fortificaciones de la ciudad, se creó una plaza más grande inmediatamente frente al extremo suroeste del cementerio, que ha sido el sitio de la ciudad desde el siglo XVI. En el siglo XIX había mucho más espacio para el mercado judío, donde la población judía de la ciudad y sus alrededores vendía sus productos.

### Cierre del cementerio
El último entierro tuvo lugar el 16 de septiembre de 1828 en un cementerio completamente superpoblado. Posteriormente se utilizó el nuevo cementerio en Rat-Beil-Straße, que se creó al mismo tiempo que el cementerio principal, y a partir de 1929 se utilizó el nuevo cementerio judío en Eckenheimer Landstraße. Se conservó el cementerio más antiguo. Se aplica una paz inviolable de muerte a los lugares de enterramiento judíos; se excluye el desmantelamiento de tumbas y las exhumaciones.
En 1829 se inauguró un nuevo gran edificio hospitalario al sur del cementerio: el hospital Israelitische Krankenkassen en Rechneigrabenstrasse 18-20  (llamado “Hospital Judío” en el mapa de la ciudad de 1840).
Frente al muro sur del cementerio, en el lugar del antiguo almacén de madera judío (Rechneigrabenstrasse 14-16), se construyó hacia 1840 la escuela de la comunidad israelita, considerada en aquella época el edificio más bello de Frankfurt. A partir de 1845 este edificio fue utilizado por la escuela primaria israelita y el Philanthropin, que se trasladó desde el Kompostellhof.

### Sinagoga de Börneplatz
El hospital israelita, que se encontraba en el extremo suroeste del terreno del cementerio, fue demolido en favor de la sinagoga Horovitz (llamada sinagoga Börneplatz desde 1885), construida en 1881/82. En la parte trasera, la sinagoga casi lindaba con el muro del cementerio recién construido. Junto con una dependencia más larga hacia el este, se encontraba como un travesaño frente a la entrada anterior al cementerio.  Esto hizo necesaria una nueva puerta. En el muro norte de Schnurgasse (hoy Battonnstrasse) se construyó una nueva puerta del cementerio.

### Inventario de lápidas
Alrededor de 1900, cuando el rabino Markus Horovitz catalogó las inscripciones de las lápidas del día 11.850. En m² de terreno de cementerio se registraron alrededor de 6.500 tumbas.  Como quedó claro en un nuevo inventario realizado en 1991/92, no eran todos.

### El nacionalsocialismo y la posguerra
Inmediatamente después de la toma del poder por los nacionalsocialistas, el Gauleiter de Hesse-Nassau, Jakob Sprenger, exigió que la ciudad retirara las lápidas del antiguo cementerio judío y recomendó que se volviera a dedicar como parque público o parque infantil. Al principio, cuestiones jurídicas se interpusieron en el camino de esta solicitud, pero en ocasiones el asunto fue olvidado o tratado como una cuestión secundaria.
Después de los pogromos de noviembre de 1938, la ciudad de Fráncfort presionó a la comunidad judía, entre otras cosas, para que vendiera el cementerio en el “Tratado Judío” del 3 de abril de 1939. En 1942, la autoridad de construcción de la ciudad intentó encontrar espacios abiertos para que hubiera un vertedero de escombros ubicado en el centro en caso de que el casco antiguo fuera destruido por los bombardeos. Las autoridades de construcción consideraron arrasar el antiguo cementerio judío. Por ello, el alcalde de Fráncfort, Friedrich Krebs, emitió en noviembre de 1942 la orden de destruir el cementerio y las tumbas.
Como resultado, aproximadamente dos tercios de las lápidas históricas fueron destrozadas, en su mayoría con máquinas, y quedaron en ruinas. En caso necesario, se utilizaron como piedra de cantera para la reconstrucción de las murallas destruidas durante la guerra. Los fragmentos de vidrio esparcidos por el terreno del cementerio, como reliquias de las ventanas de las casas del casco antiguo destruidas durante los ataques aéreos en Fráncfort del Meno, aún atestiguan su breve etapa como vertedero de escombros. Para ello se talaron y talaron unos cincuenta árboles en el terreno del cementerio, se nivelaron zonas y se destruyó definitivamente el conjunto original.
Sin embargo, el Museo Histórico recibió instrucciones de seleccionar lápidas importantes para preservarlas. Así, durante la guerra, unas 175 lápidas terminaron en el nuevo cementerio judío de la calle Rat-Beil-Straße. Estas 175 lápidas fueron reconstruidas en el antiguo cementerio judío en la década de 1950 como parte de una fase inicial de reparación.

### Reinventario de las lápidas
Por decisión del Ayuntamiento de Fráncfort, la Comisión para la investigación de la historia de los judíos de Fráncfort hizo registrar todas las lápidas supervivientes a partir de 1991. El proyecto, en el que participó el Museo Judío de Fráncfort, fue llevado a cabo inicialmente por el Grupo de Trabajo de Cementerios Judíos con sede en Berlín, y luego continuó hasta su conclusión en 1998 por el Instituto Salomon Ludwig Steinheim de Duisburg bajo la dirección de Michael Brocke. 
De las más de 6.000 que alguna vez existieron, sólo quedan 2.300 lápidas completas, así como unos 3.500 fragmentos. Sin embargo, también se descubrieron lápidas que aún no figuraban en el catálogo de Markus Horovitz de 1901. Hoy en día, se puede acceder en línea a 3.875 inscripciones de tumbas en hebreo original y en transcripción alemana a través de la base de datos Epidat del Instituto Salomon Ludwig Steinheim. 

### Monumento en Neuer Börneplatz
El muro exterior del cementerio es ahora la parte más importante del monumento conmemorativo Neuer Börneplatz, inaugurado en 1996. En el exterior del muro se incorporaron bloques de metal con los nombres y fechas de vida de los judíos de Fráncfort que fueron deportados y presumiblemente asesinados durante la era nazi. Los bloques conmemorativos están dispuestos en forma de friso. Sobresalen de la pared para que los transeúntes puedan colocar piedras sobre ellas según la costumbre judía. Cuando se abrió había 11.134 bloques de nombres, y en 2010 se agregaron 823 más según los resultados de nuevas investigaciones.  Actualmente (2023) hay 11.908 bloques de nombres. 
Uno de los bloques conmemorativos está dedicado a Ana Frank y está rodeado por los de sus familiares. Otro bloque conmemorativo recuerda al niño de Fráncfort Hans Helmut Michel, cuya biografía se incorporó a la trama del largometraje francés Au revoir, les enfants de Louis Malle.  Se construyó un bloque conmemorativo sin nombres ni fechas; representa todos los destinos sin nombre, olvidados o indocumentados. 

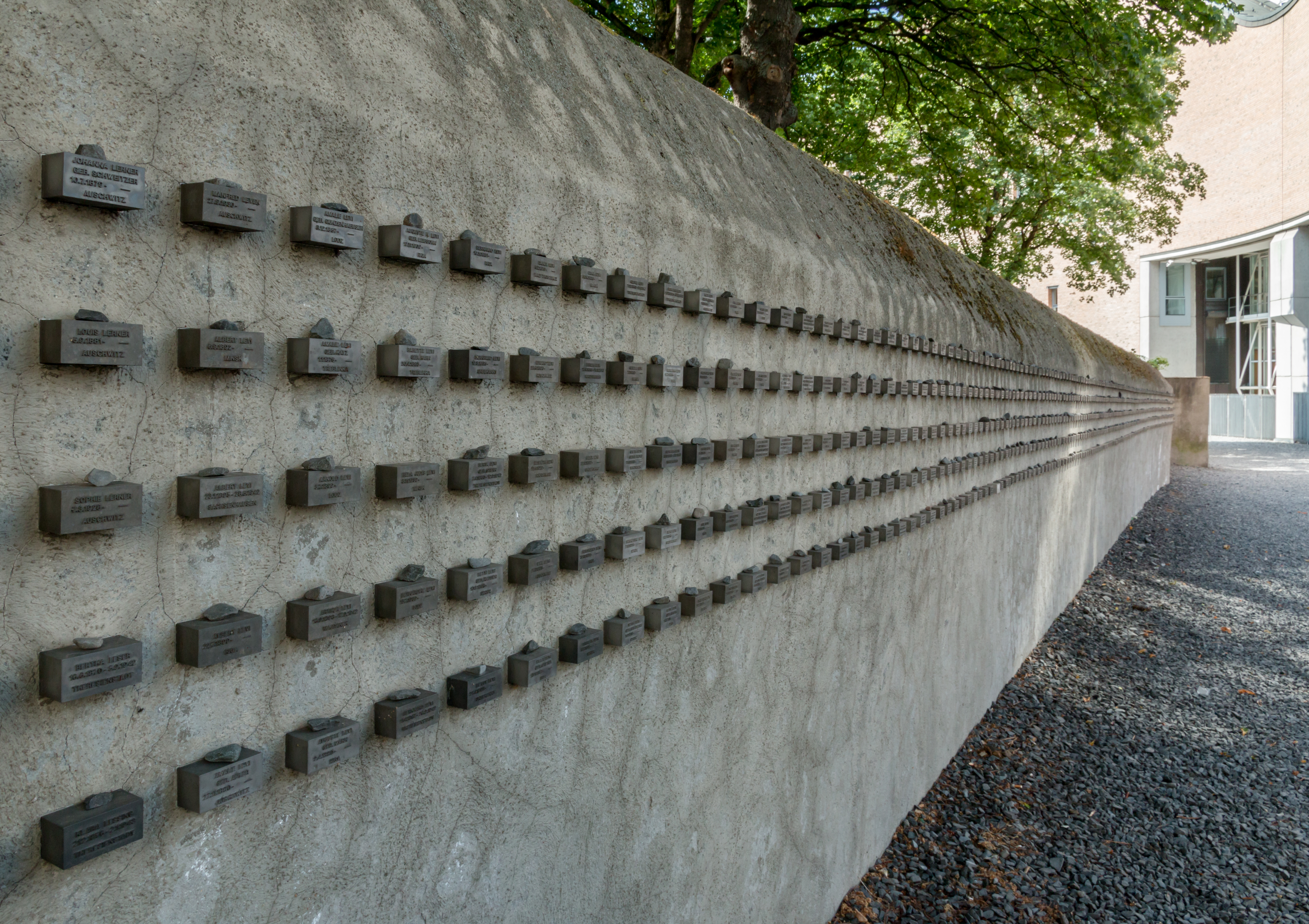
Bloques de nombres a modo de friso en el muro exterior del cementerio
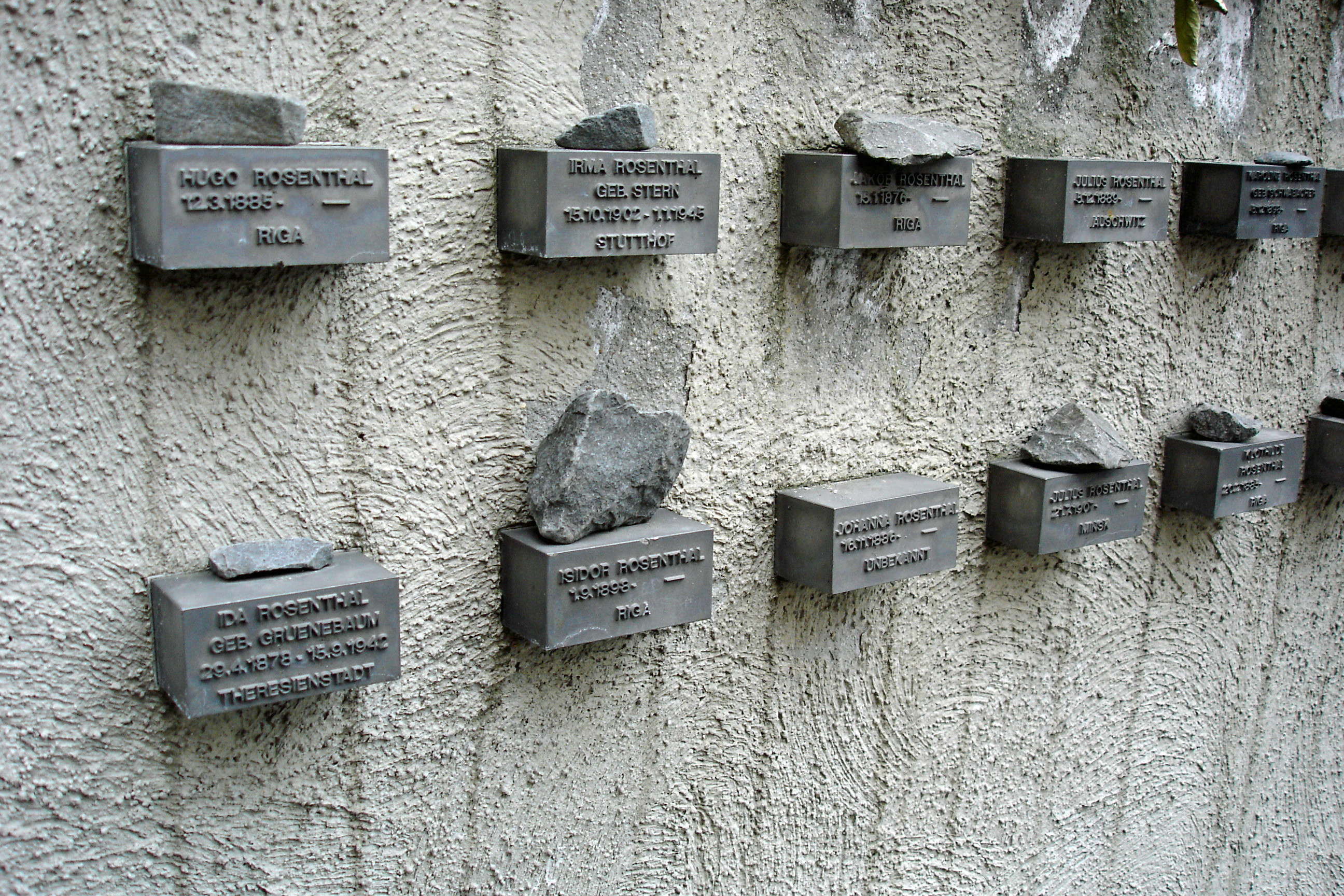
Bloques de nombres en el muro exterior con piedras colocadas sobre ellos.
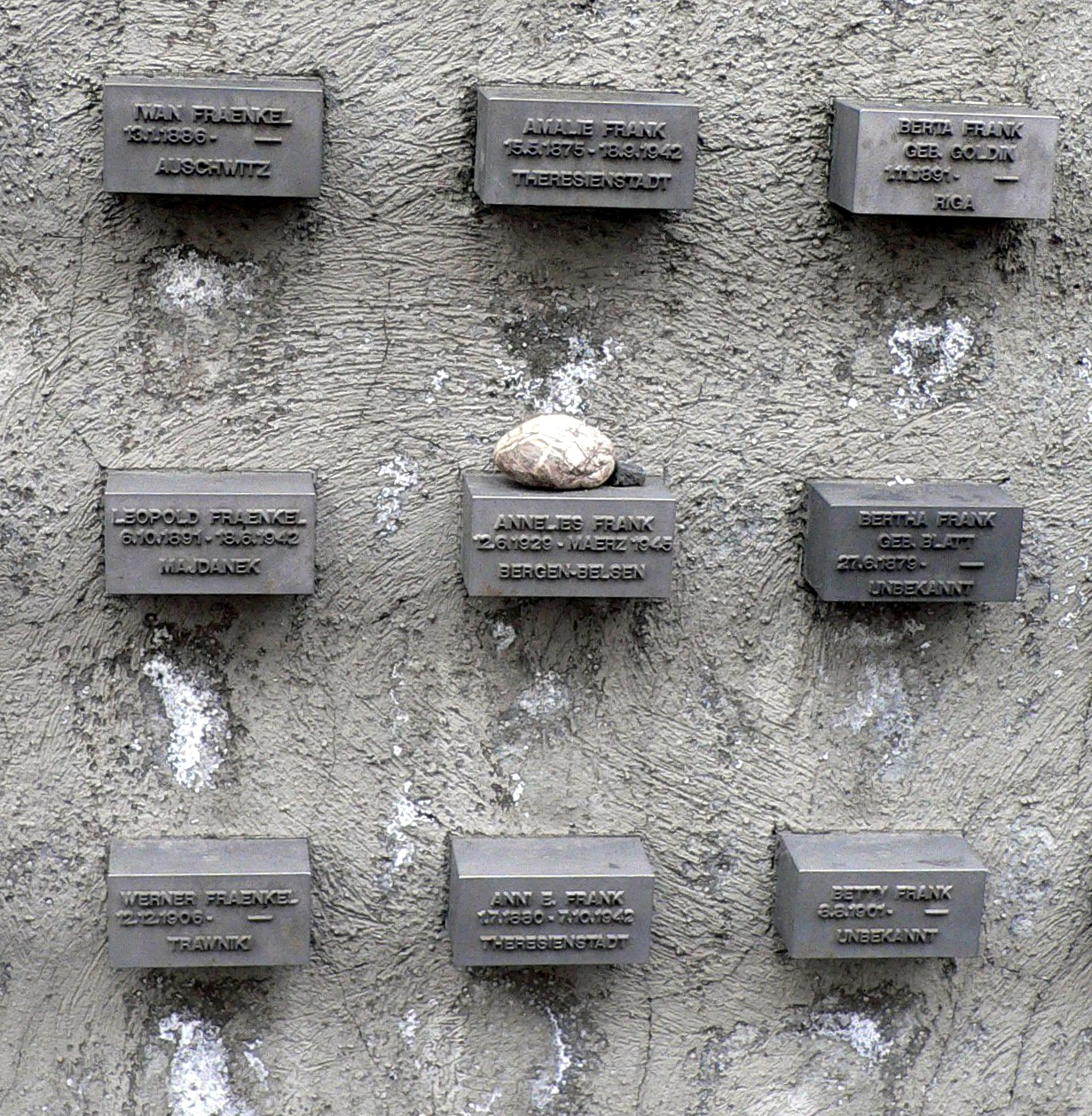
Bloque con el nombre de Ana Frank (centro de la imagen)

## Cronología
| Datum                    | Ereignis | Urheber |
| ------------------------ | --- | ------- |
| 1180                     | Primera mención documentada, ubicación en la orilla norte del brazo sedimentado de Braubach del Main, al oeste del Staufenmauer, que se estaba construyendo al mismo tiempo.                                          |         |
| 1241                     | Entierro de las víctimas del pogromo de 1241 |         |
| Julio de 1272            | La lápida más antigua aún legible |         |
| 1349                     | Adición de ventanales de defensa al muro del cementerio |         |
| alrededor de 1388        | El muro del cementerio sirve como línea defensiva en el Städtekrieg (1387-1389) |         |
| hasta el siglo XVI       | También utilizado por las comunidades judías de la zona de Aschaffenburg y Wetzlar. |         |
| 1796                     | Nueva construcción del hospital para extranjeros en el suroeste del terreno del cementerio, también llamado “Hospital Israelí”.                                                                                       |         |
| 16 de septiembre de 1828 | Último entierro |         |
| 1840                     | Construcción de la escuela israelita frente al muro sur del cementerio en el antiguo almacén de madera judío |         |
| A partir de 1845         | Mudanza del Philanthropin en el nuevo edificio de la escuela frente al muro sur del cementerio |         |
| 1880/81                  | Demolición del Hospital Israelita (Fremdenhospital) |         |
| 1881/82                  | Construcción de la Sinagoga de Börneplatz con dependencia, traslado de la entrada al cementerio a la Schnurgasse |         |
| Alrededor de 1900        | Catalogación de lápidas e inscripciones por el rabino Markus Horovitz, resultado del recuento: alrededor de 6.500 tumbas                                                                                              |         |
| Abril 1933               | Exigencia del Gauleiter Jakob Sprenger de convertir el cementerio en un parque público o un parque infantil |         |
| 3 de abril de 1939       | Judenvertrag (Contrato judío) forzado, mediante el cual, entre otras cosas, el sitio del cementerio pasa a la ciudad                                                                                                  |         |
| 1942                     | El departamento de construcción de la ciudad se centra en la zona del cementerio como vertedero de escombros de las bombas del casco antiguo.                                                                         |         |
| Noviembre de 1942        | El alcalde Friedrich Krebs ordena destruir las tumbas, se talan unos cincuenta árboles del cementerio, el Museo Histórico selecciona 175 lápidas importantes y las almacena en el cementerio judío de Rat-Beil-Straße |         |
| Octubre de 1943          | Después del intenso ataque aéreo del 4 de octubre, los escombros del casco antiguo son arrojados en la zona del cementerio.                                                                                           |         |
| años 1950                | Las 175 lápidas que estuvieron almacenadas durante la guerra son devueltas y, debido a la falta de conocimiento de su ubicación original, se colocan en el muro interior del cementerio.                              |         |
| 1991–1998                | Catalogación de las lápidas e inscripciones completas y rotas por parte del Instituto Salomon Ludwig Steinheim, luego reconstrucción virtual de las lápidas destruidas a partir de los fragmentos                     |         |
| hasta 1996               | Instalación de 11.134 bloques conmemorativos en el muro exterior en memoria de las víctimas de la persecución de los judíos en Fráncfort. Nueva puerta del cementerio en Neuer Börneplatz                             |         |
| 16 de junio de 1996      | Inauguración del monumento conmemorativo Neuer Börneplatz |         |
| 2010                     | Adición de 843 bloques conmemorativos al muro exterior del cementerio |         |
| 2024                     | La base de datos en línea Epidat contiene 3.875 entradas sobre las lápidas del cementerio, entre ellas: las inscripciones con transcripción.                                                                          |         |

## Lápidas
El cementerio ya no se encuentra en su estado original, especialmente cuando se miran las lápidas. Miles de escombros de lápidas son testigos de la destrucción durante la era nazi. Sólo el cementerio oriental todavía ofrece la impresión de un cementerio judío medieval.

El cementerio históricamente prácticamente intacto en la parte sureste del cementerio (muchos detalles se pueden ver con el máximo aumento). A la derecha, una pequeña porción de las lápidas destrozadas por los nacionalsocialistas.

### Número de lápidas y reconstrucciones

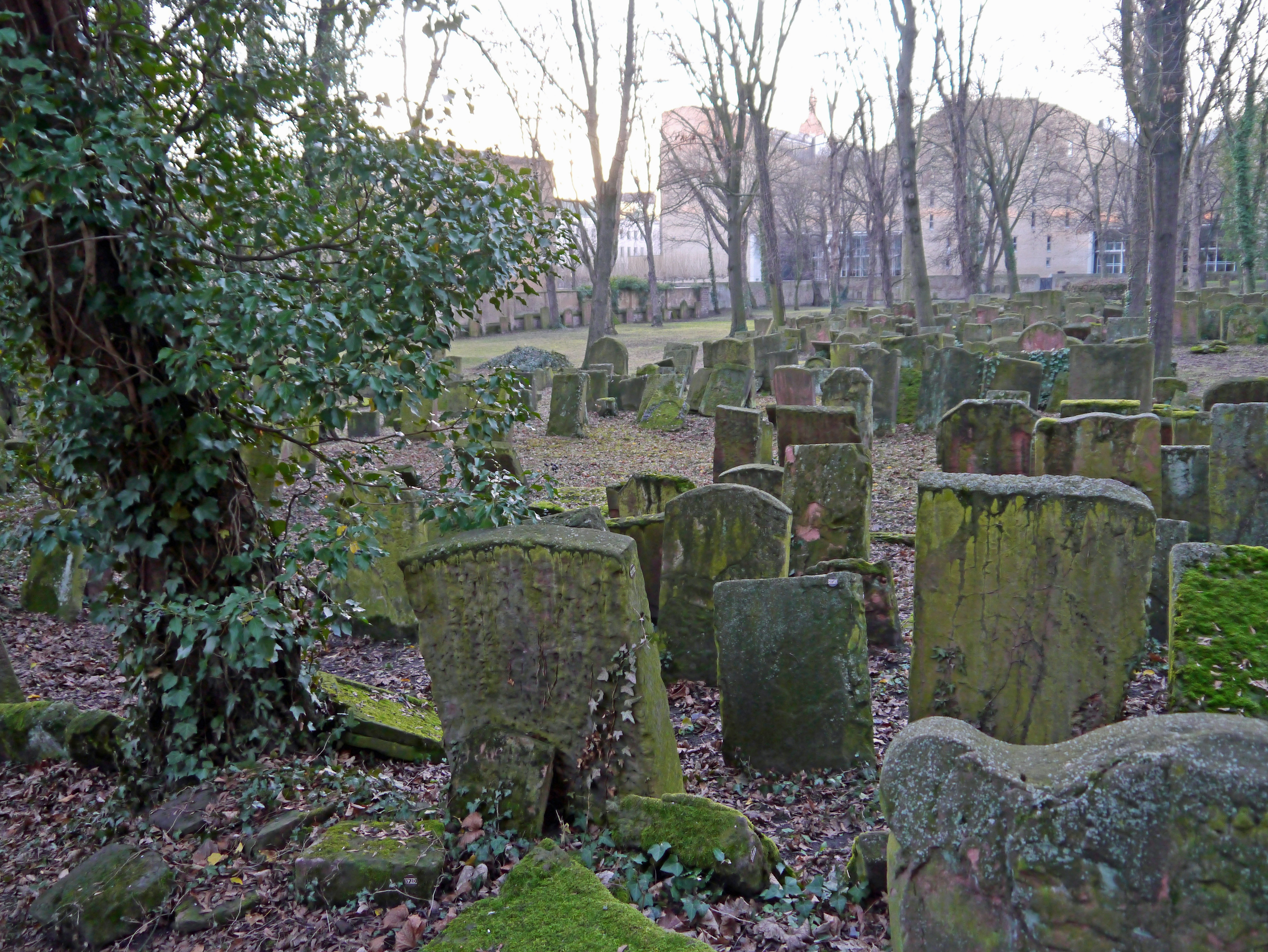
Zona este con lápidas enteras (vista hacia el oeste)

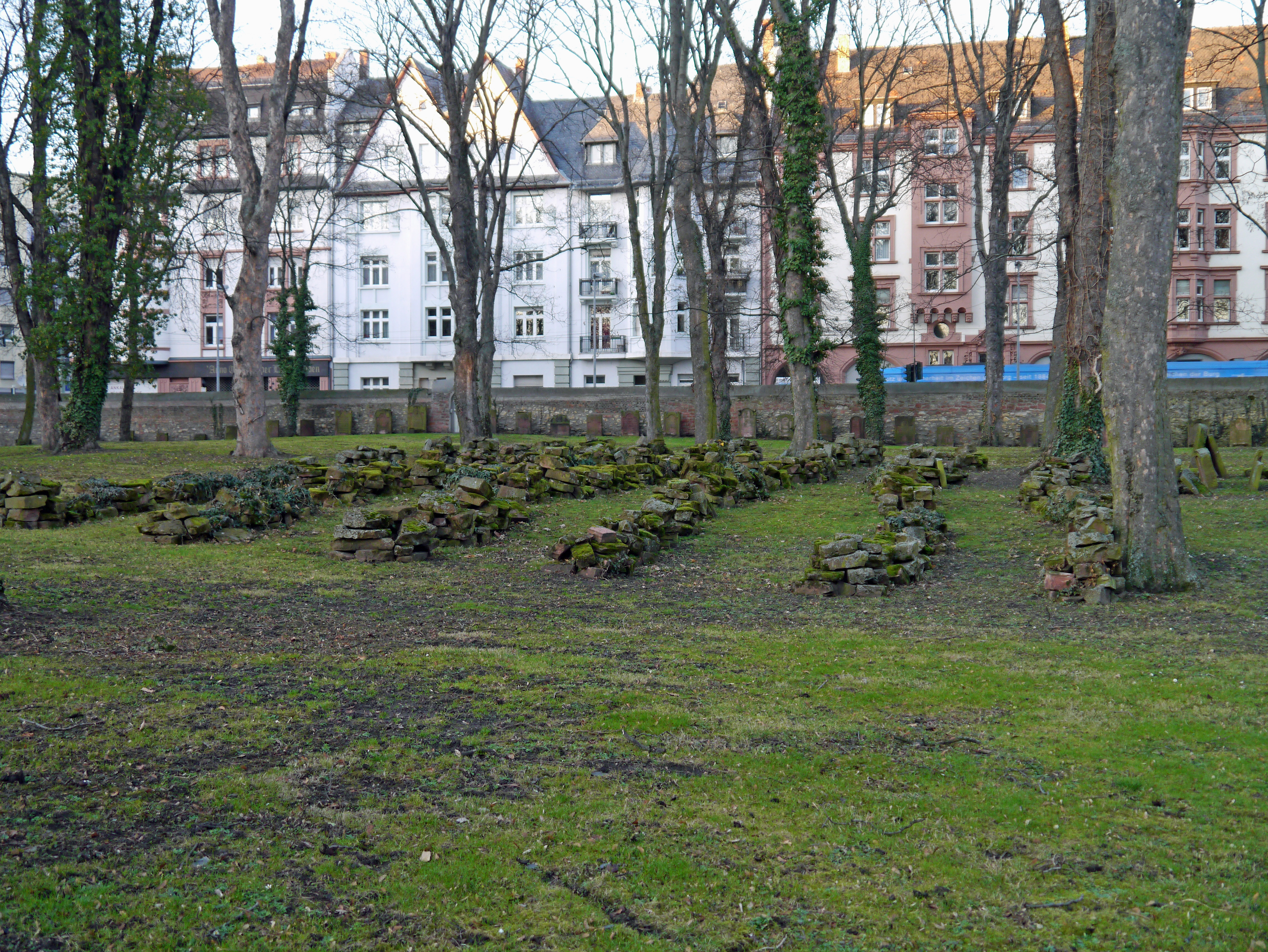
Zona con fragmentos de lápidas (vista hacia el norte), al fondo lápidas enteras delante del muro del cementerio

Se han conservado casi 2.300 lápidas enteras y unos 3.500 fragmentos.  Algunas inscripciones están tan desgastadas que sólo unos pocos caracteres hebreos siguen siendo legibles. En 2006 se pudieron reconstruir virtualmente unas 500 lápidas a partir de fragmentos con inscripciones aún legibles mediante tecnología informática. 
Durante la reconstrucción virtual, a menudo se pudieron identificar fragmentos de texto faltantes porque en las inscripciones se utilizaban palabras recurrentes. La reconstrucción física de las lápidas es más difícil cuando faltan fragmentos. En 2006 se planeó reconstruir 23 lápidas a partir de sus fragmentos. 

### Agrupación
El orden de las lápidas en la zona originalmente conservada es muy estrecho e irregular, típico de los cementerios judíos que han estado ocupados durante siglos debido a la muy densa ocupación de la zona que no se puede ampliar. El entierro se llevó a cabo en grupos familiares, y las mujeres, si procedían de Fráncfort del Meno, no fueron enterradas con sus maridos, sino junto a sus padres. Las tumbas estaban frente a Jerusalén, el lugar de la esperada resurrección al final de los días. 
Ya no se conoce el lugar original de las 175 lápidas que fueron trasladadas al cementerio judío de la calle Rat-Beil-Strasse durante la Segunda Guerra Mundial y devueltas en los años de la posguerra. Hoy se encuentran en el interior del muro exterior.

### Tipo de lápidas
Las lápidas judías (mazevot) de Fráncfort del Meno tienen varias características especiales que las distinguen a nivel regional e internacional. La mayoría de las lápidas conservadas, que suelen tener entre 100 y 150 cm de altura, están hechas de arenisca roja del Main, común en Fráncfort del Meno. Sin embargo, las lápidas más antiguas que se conservan de la Alta Edad Media son más pequeñas. Suelen cerrarse con un arco de medio punto de diseño diferente, piedras del siglo XV, a mediados del siglo XVI muestran una conclusión horizontal. Después de esta época, los arcos de medio punto rebajados se generalizaron hasta principios del siglo XVIII en los hombros a izquierda y derecha con rosetones, posteriormente decorado con volutas.
Los símbolos judíos habituales, como la bendición de las manos sacerdotales y el cántaro levita, rara vez se ven; los símbolos oficiales faltan por completo. Una característica especial de las lápidas de este cementerio es la frecuente representación de carteles de casas desde mediados del siglo XVII. Se refieren a la casa de la Judengasse de Fráncfort donde vivía el difunto, por ejemplo, trampa para peces, letrero, zapato, sartén, conejo y muchos más). Estos carteles de casas sólo se pueden encontrar en el cementerio judío de Hanau.
Las inscripciones hebreas, que normalmente ocupan todo el frente de una lápida, caracterizan a la persona enterrada brevemente, pero a menudo de manera detallada y elaborada con citas de la literatura tradicional, rimas, acrósticos, cronogramas y juegos de palabras. Desde mediados del siglo XVI, la mayoría de las lápidas tenían encabezados que indicaban el nombre y el título del difunto. En cambio, en este cementerio apenas se encuentran inscripciones en alemán; cada vez son más comunes en los cementerios judíos más jóvenes de Fráncfort.

### Lápida más antigua

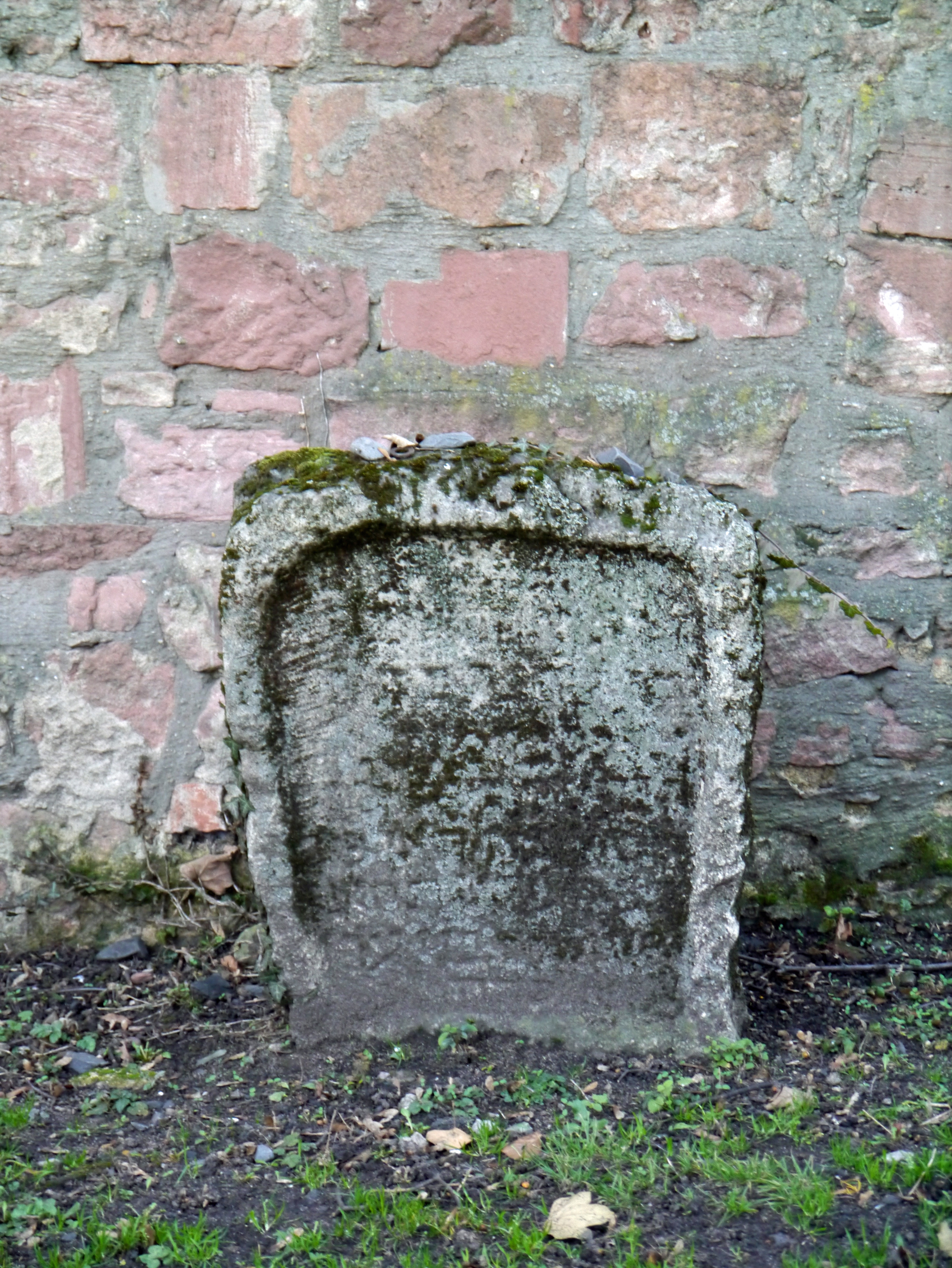
La lápida más antigua que se conserva (1272)

La lápida más antigua que aún se puede leer es la de Channa bat Alexander, que muestra la fecha de su muerte el 12 de julio de 1272. La lápida de 73 × 63 × 27 cm se colocó en el muro interior del cementerio, por lo que ya no se encuentra en su lugar original. La inscripción hebrea, traducida línea por línea, dice: 
Me instalaron, una estela,
a la cabeza de los distinguidos,
Sra. Channa hija del Señor
Alejandro,
que es diferente (es) el 14 de la luna
aw en el año 5 mil
32 del conteo. ya sea
su alma en el Jardín del Edén.
Amen. Sela.

### Ehrenfeld

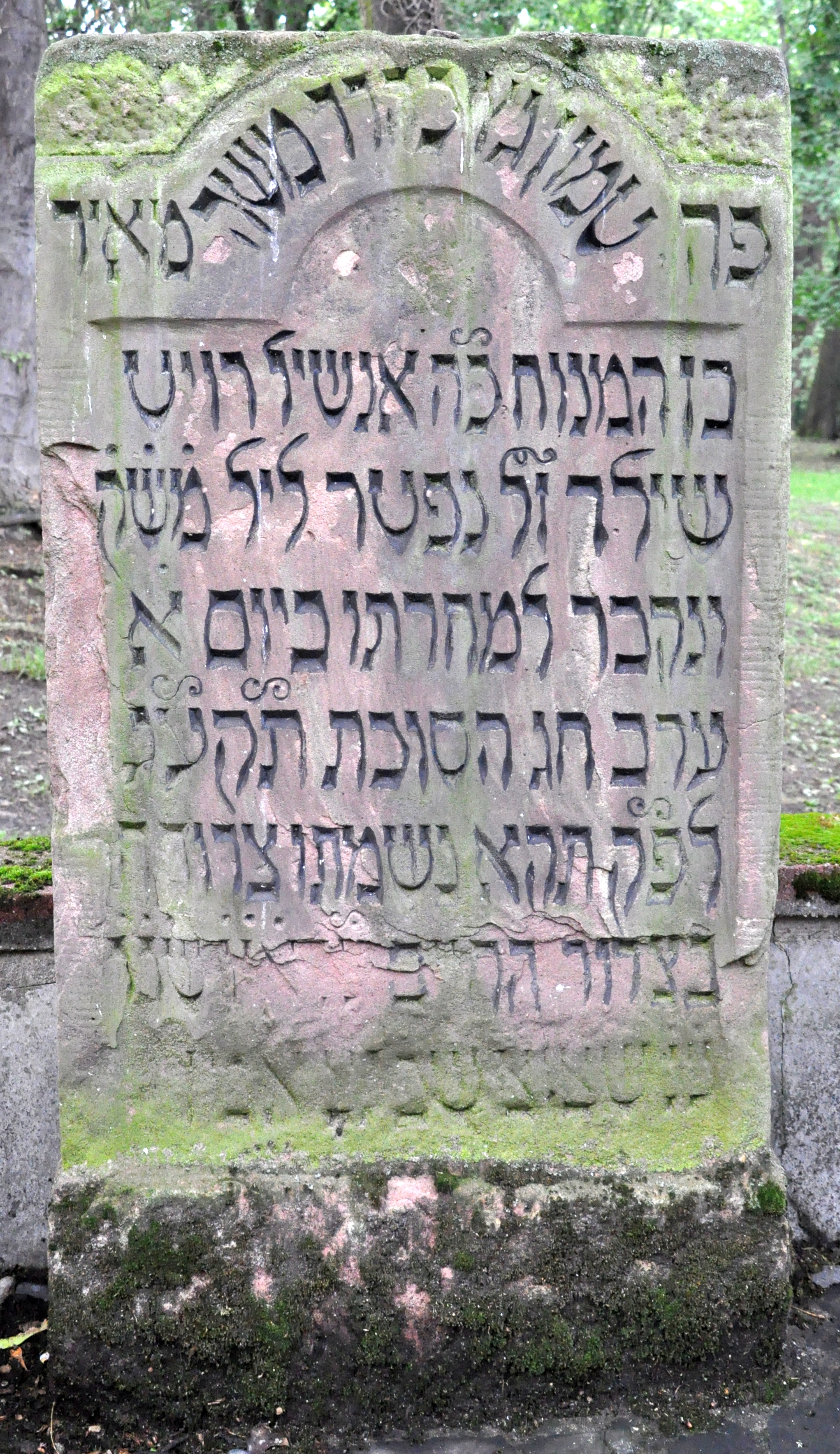
Lápida de Meir Rothschild ben Anschel Rothschild (1744–1812)

En el campo de honor de la parte suroeste del cementerio se colocaron algunas lápidas de personalidades importantes, por ejemplo la lápida de Meir Rothschild ben Anschel Rothschild, el fundador de la casa bancaria Rothschild, y las lápidas de Nathan ben Simeon ha-Kohen Adler., el gran rabino de Fráncfort Jacob Jehoshua Falk, Pinchas Ben Zwi Hirsch Ha-Levi y Meir Schiff Katz.

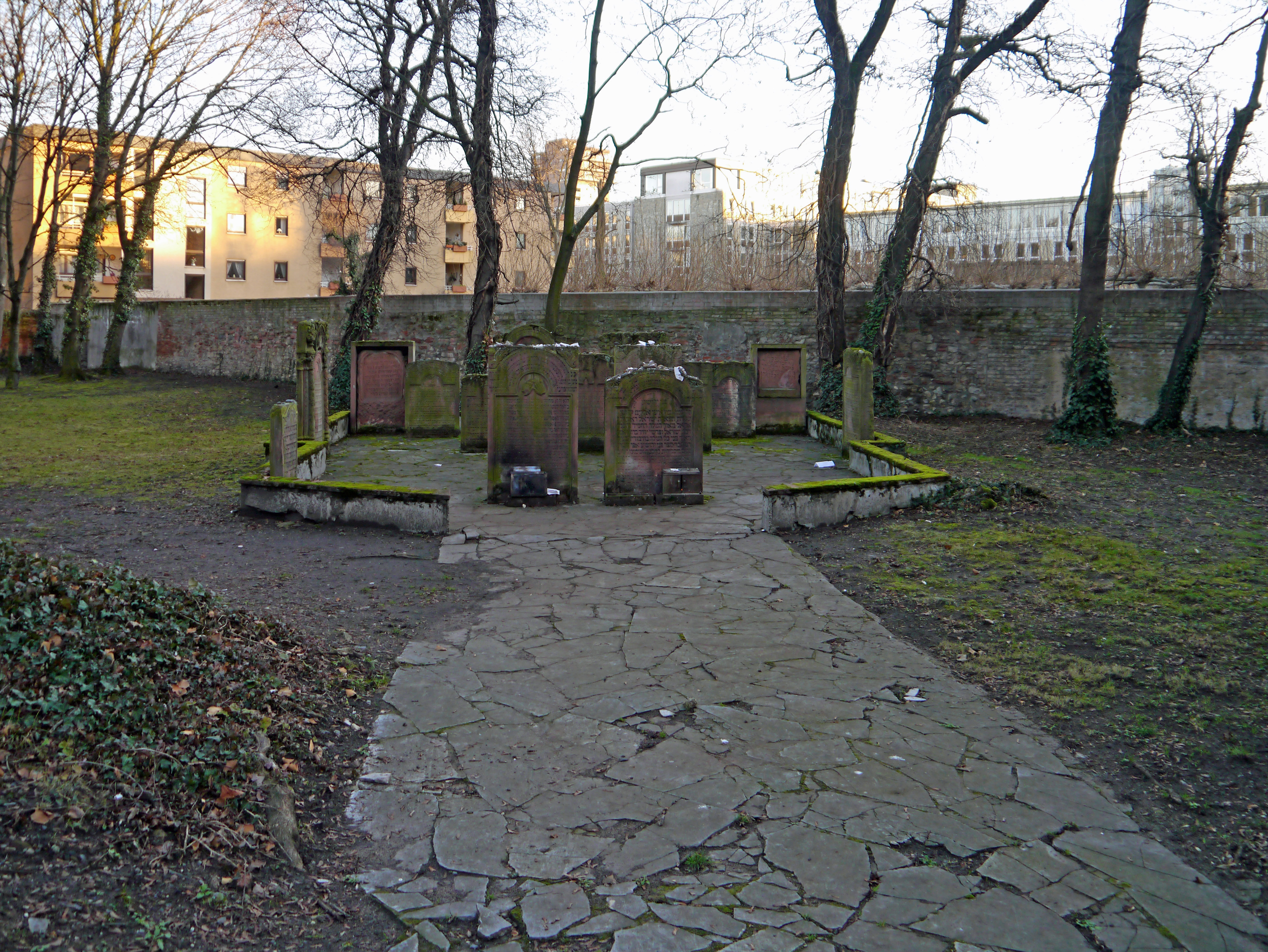
Lapislázuli en Ehrenfeld
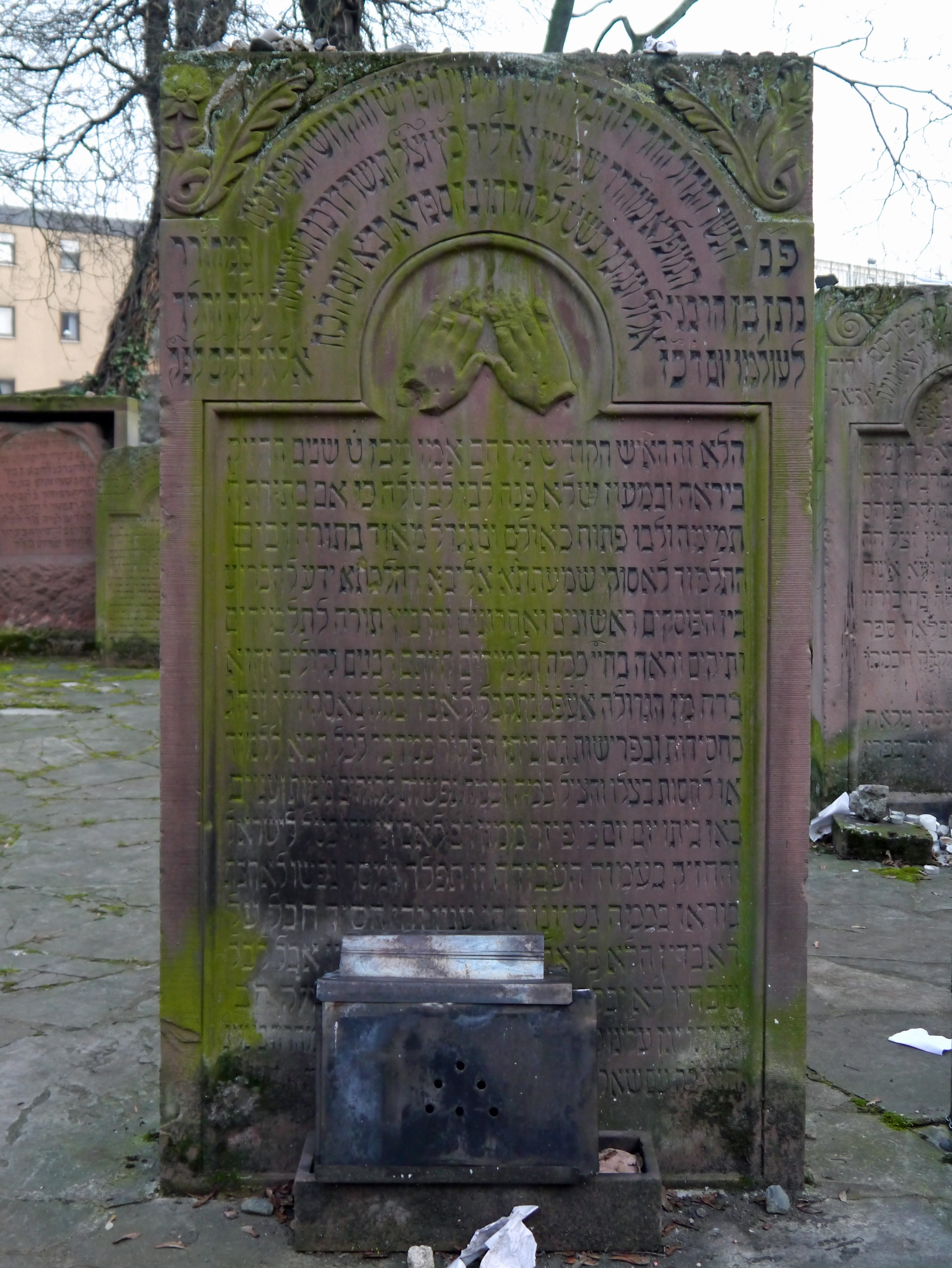
Lápida de Nathan ben Simeon ha-Kohen Adler (1741-1800)